# Locus
Pour les articles homonymes, voir Locus (homonymie).
En génétique, un locus (pluriel « loci » ou « locus ») est une position fixe (d'un gène ou d'un marqueur génétique) sur un chromosome. Chaque chromosome porte de nombreux gènes. Une variante d'un gène situé à un locus donné est un allèle. 
Il ne faut pas confondre allèle et locus. Un allèle est une « version » d'un gène et peut se retrouver à différents endroits sur un même chromosome et même sur un chromosome différent (duplication et transposition). 
Un locus correspond à un fragment séquentiel invariant : par exemple on peut décider de s'intéresser au locus 22q12.2. Le 22 indique la 22e paire de chromosomes ; le q indique qu'il se situe sur le bras long du chromosome et le 12.2 révèle la position exacte du locus par rapport au centromère.
Un locus à effets quantitatifs (en anglais quantitative trait locus ou QTL) est un locus où la variation allélique est associée à la variation d’un caractère quantitatif. La présence d’un QTL est déduite de la cartographie génétique, où la variation totale est divisée en des parties liées à un nombre de régions chromosomiques distinctes.
Le logarithme du rapport de la probabilité de liaison entre deux locus sous une hypothèse θ de liaison, à l'hypothèse d'indépendance (θ = 1/2), souvent nommé lod score, est utilisé pour estimer la distance entre deux gènes liés sur un même chromosome.